# Школа реки Гудзон
«Школа реки Гудзон» или гудзонская школа (англ. Hudson River School) — группа американских художников-пейзажистов. Возникла в середине XIX века под влиянием романтизма. Картины изображают долину реки Гудзон и её окрестности, в том числе Катскилл, Адирондак и Белые горы.

## Предыстория

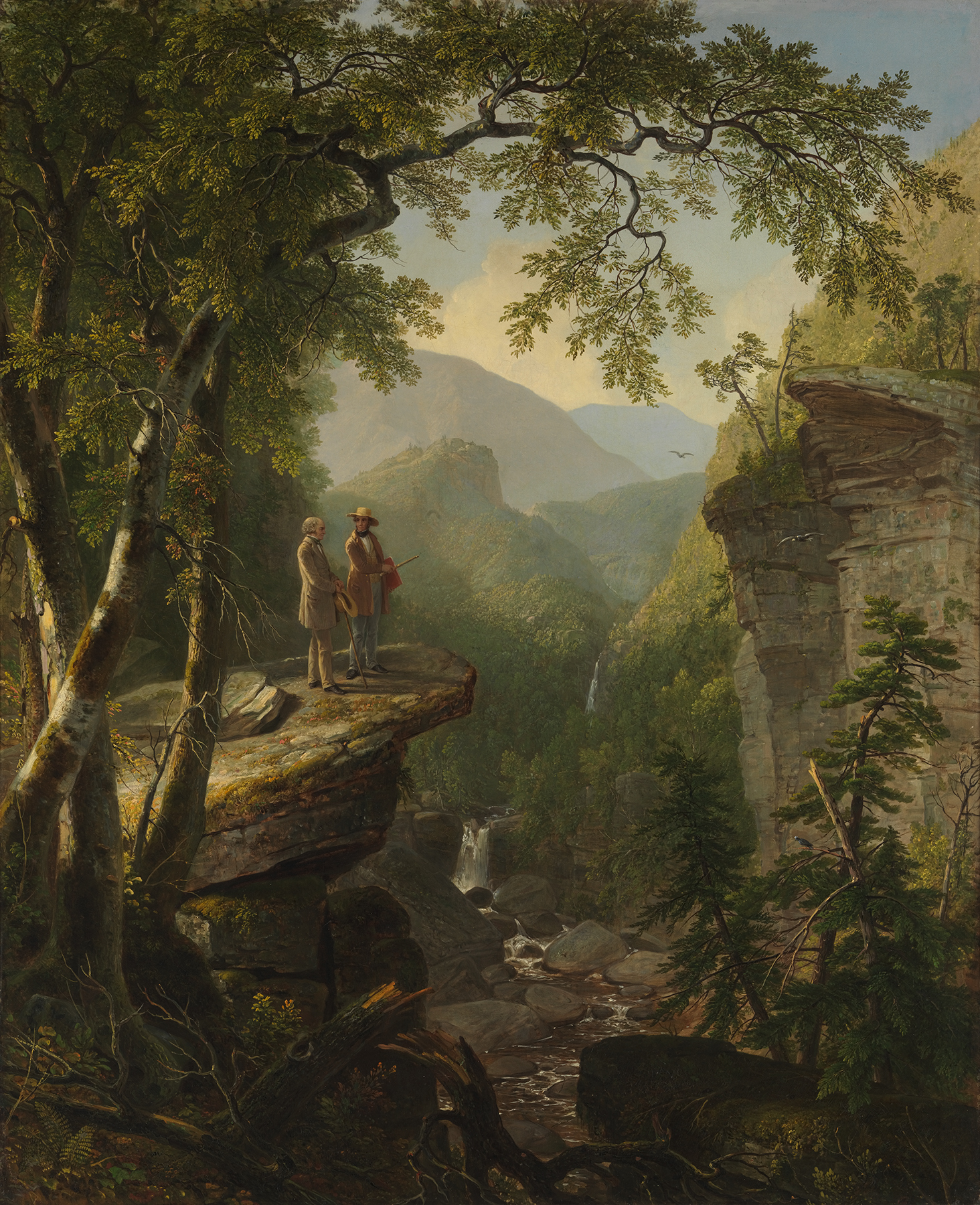
Ашер Браун Дюран. Схожие характеры, 1849

С конца 20-х годов XIX века в американском изобразительном искусстве начинается бурное развитие пейзажа, который в последующие десятилетия становится ведущим жанром в живописи. Художники впервые обратились к природе родного края, что являлось чрезвычайно важным явлением для молодой страны, свидетельствующим об укреплении национального самосознания. Возникло целое направление, получившее в искусствоведении наименование «Школы реки Гудзон», художники которого чаще всего сосредоточивались на изображении наиболее живописных мест Новой Англии, штатов Нью-Йорк и Пенсильвания и прежде всего — долины реки Гудзон. Эффектный, нарочито романтизированный пейзаж «Школы реки Гудзон» в ходе развития американского искусства постепенно преобразился в пронизанное живым лирическим чувством реалистическое воспроизведение подлинной и неприкрашенной природы Соединенных Штатов Америки.

## Томас Коул

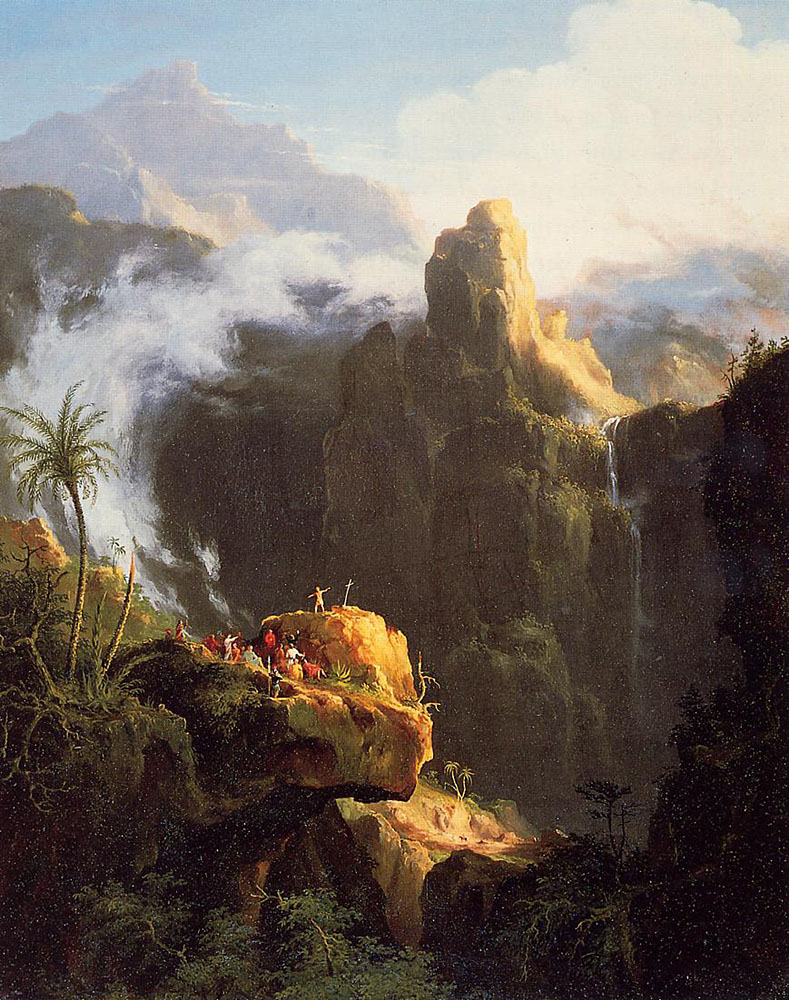
Томас Коул. Святой Иоанн в пустыне, 1827

Художник Томас Коул является общепризнанным основателем Школы реки Гудзон. Коул выехал на реку Гудзон осенью 1825 года, в том же году, останавливаясь сначала в Вест-Пойнте, а затем в Катскилле, он отважился нарисовать свой первый ландшафт области. Первые обзоры его работы появились в Нью-Йорк Ивнинг Пост 22 ноября 1825 года. Близкий друг Коула, Ашер Браун Дюран, стал заметной фигурой в школе.

## Второе поколение

Фредерик Эдвин Чёрч. Ниагара., 1857

Второе поколение художников школы вышло на видное место после преждевременной смерти Коула в 1848 году, в её состав вошли его ученики: Фредерик Эдвин Чёрч, Джон Фредерик Кенсетт и Сэнфорд Робинсон Гиффорд. Работы художников второго поколения часто описываются как примеры люминизма. Помимо продолжения своего искусства, многие из художников, в том числе вышеперечисленные, были одними из основателей музея Метрополитен в Нью-Йорке.

## Известные художники школы
См.: Художники школы реки Гудзон

Некоторые работы
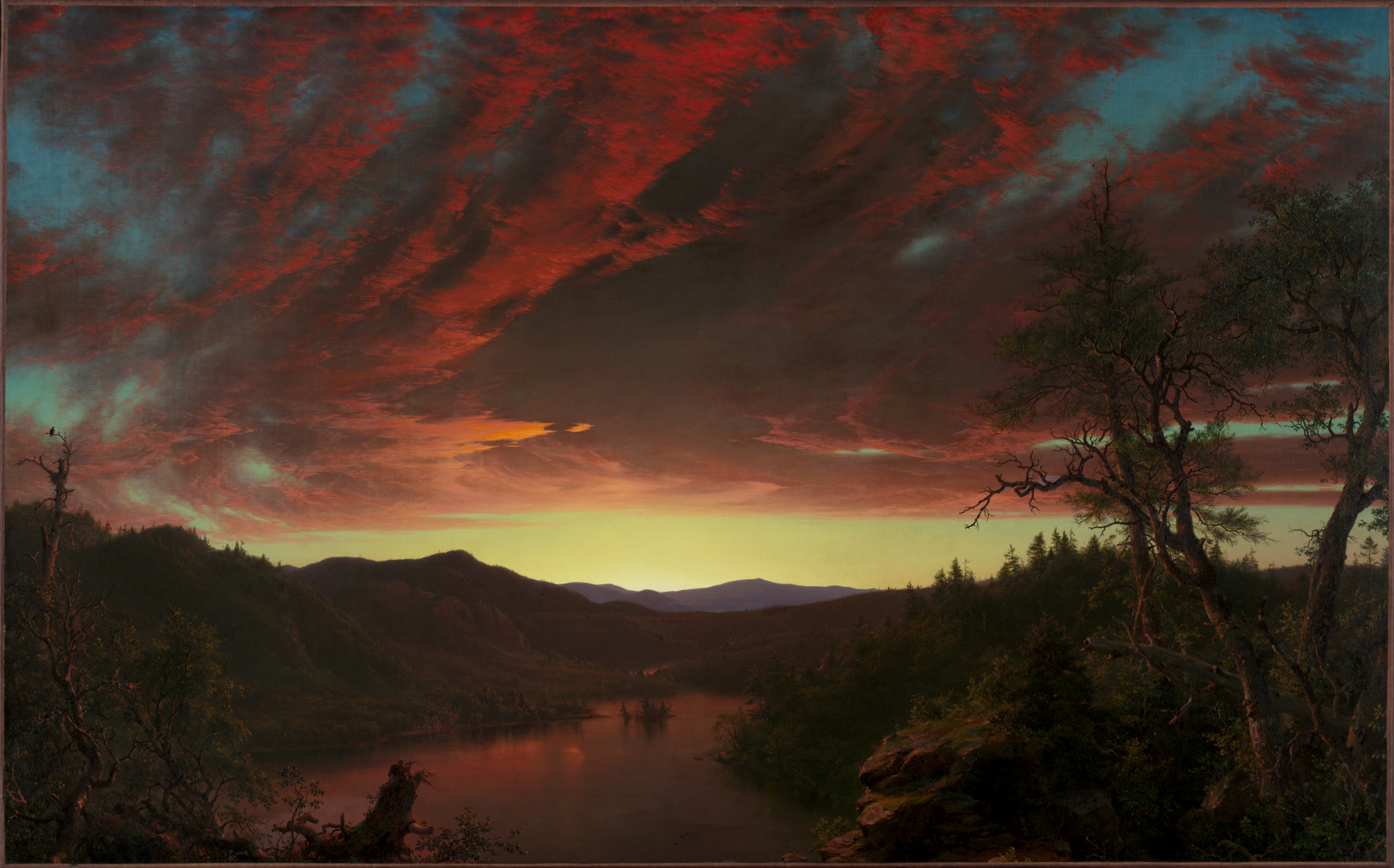
Фредерик Эдвин Чёрч. Сумерки в пустыне. 1872
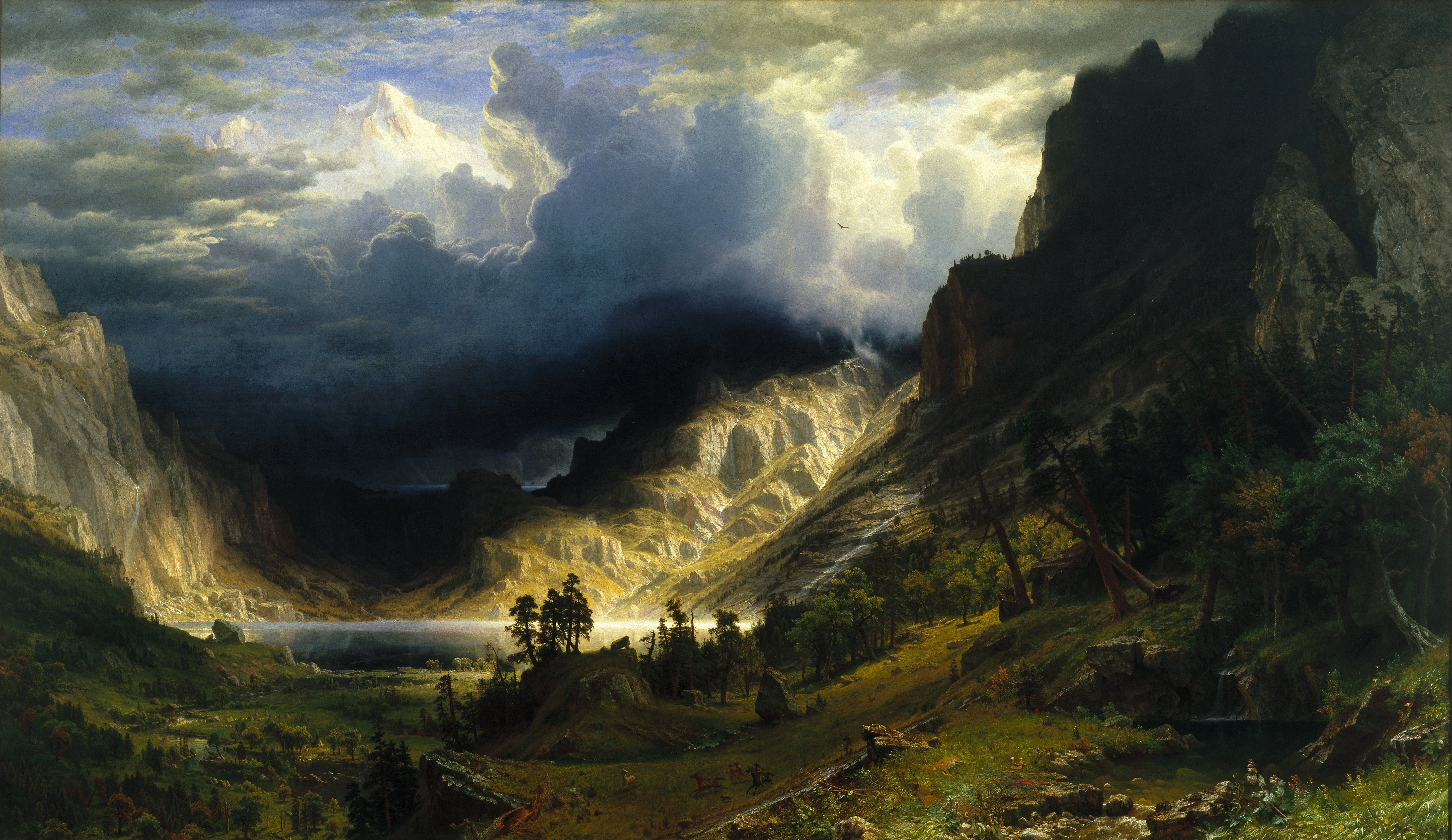
Альберт Бирштадт. Шторм в Скалистых горах, горы Розали. 1866
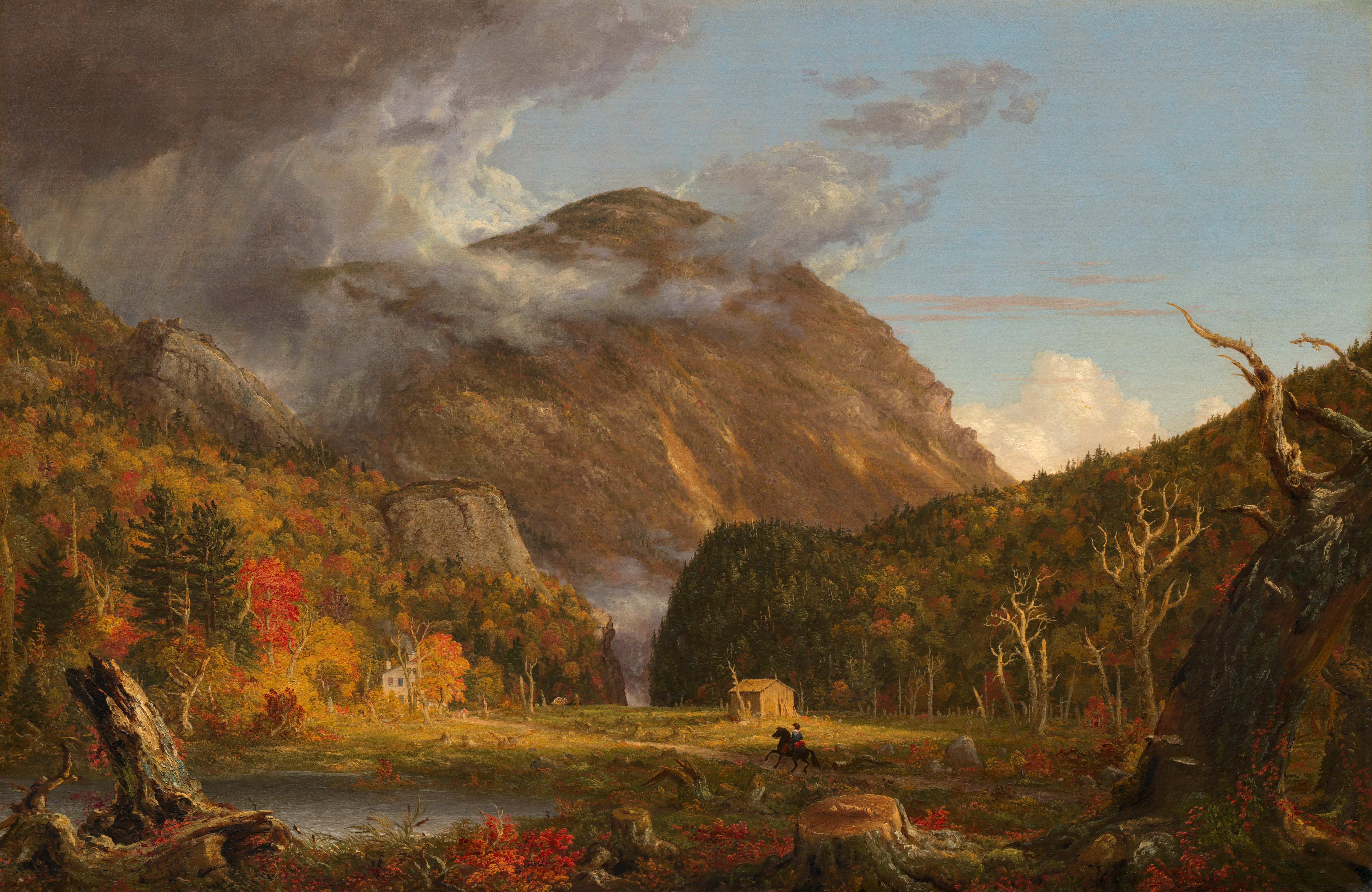
Томас Коул. Вид на перевал Нотч с Белой Горы.1839
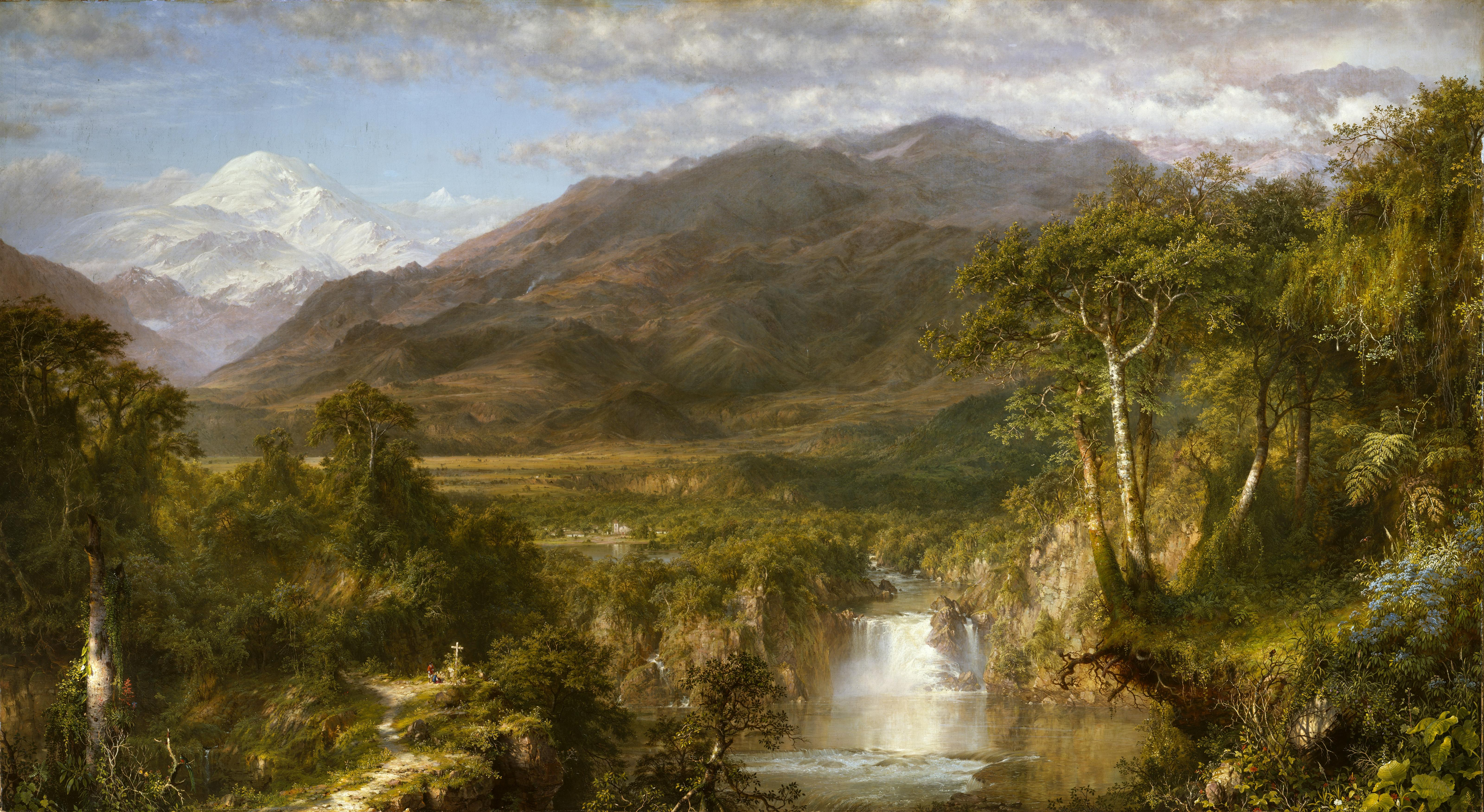
Фредерик Эдвин Чёрч. Сердце Анд. 1859
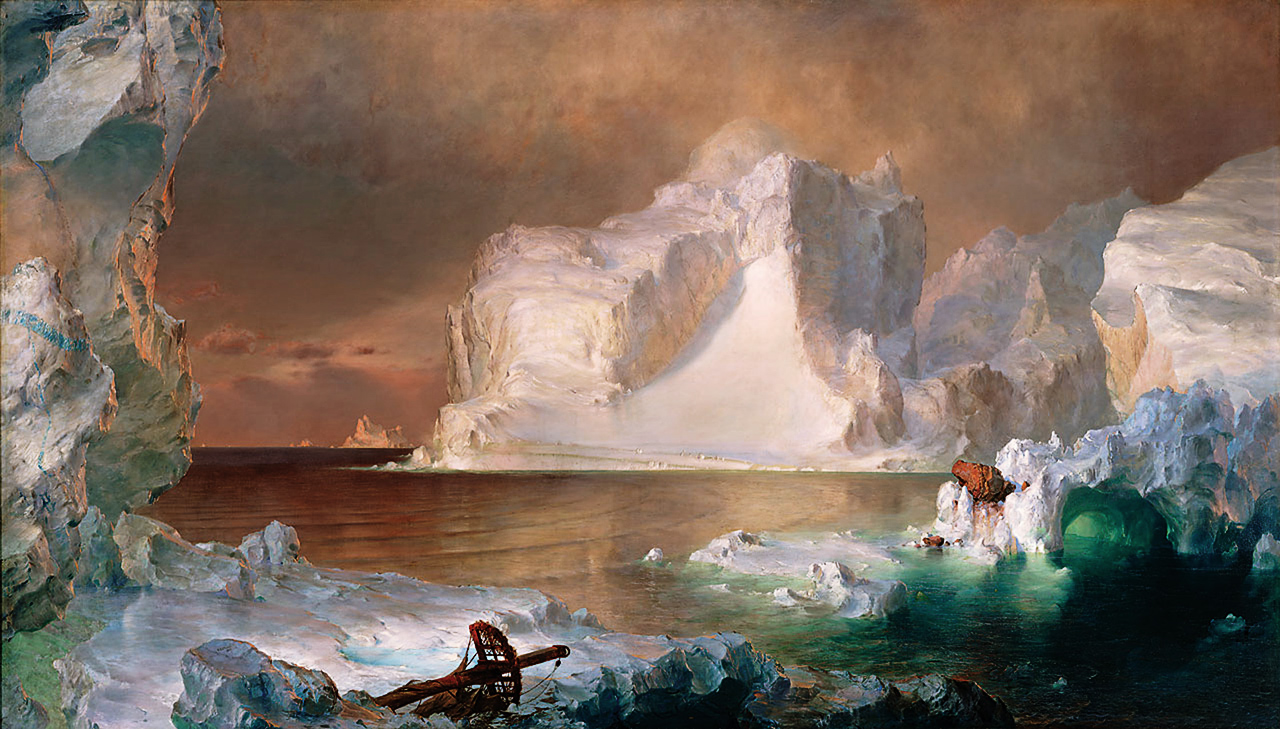
Фредерик Эдвин Чёрч. Айсберги. 1861
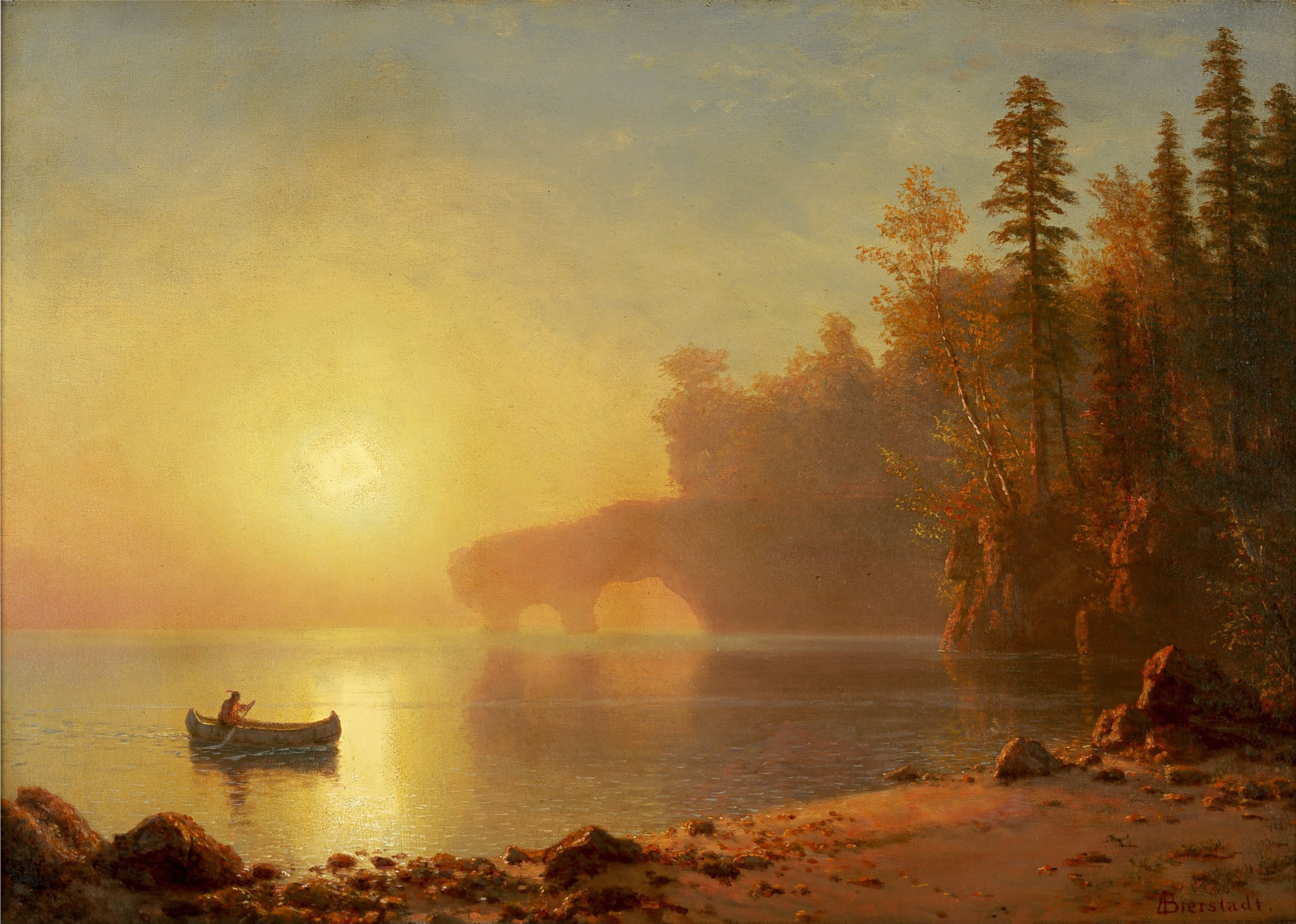
Альберт Бирштадт. Индейское каноэ.
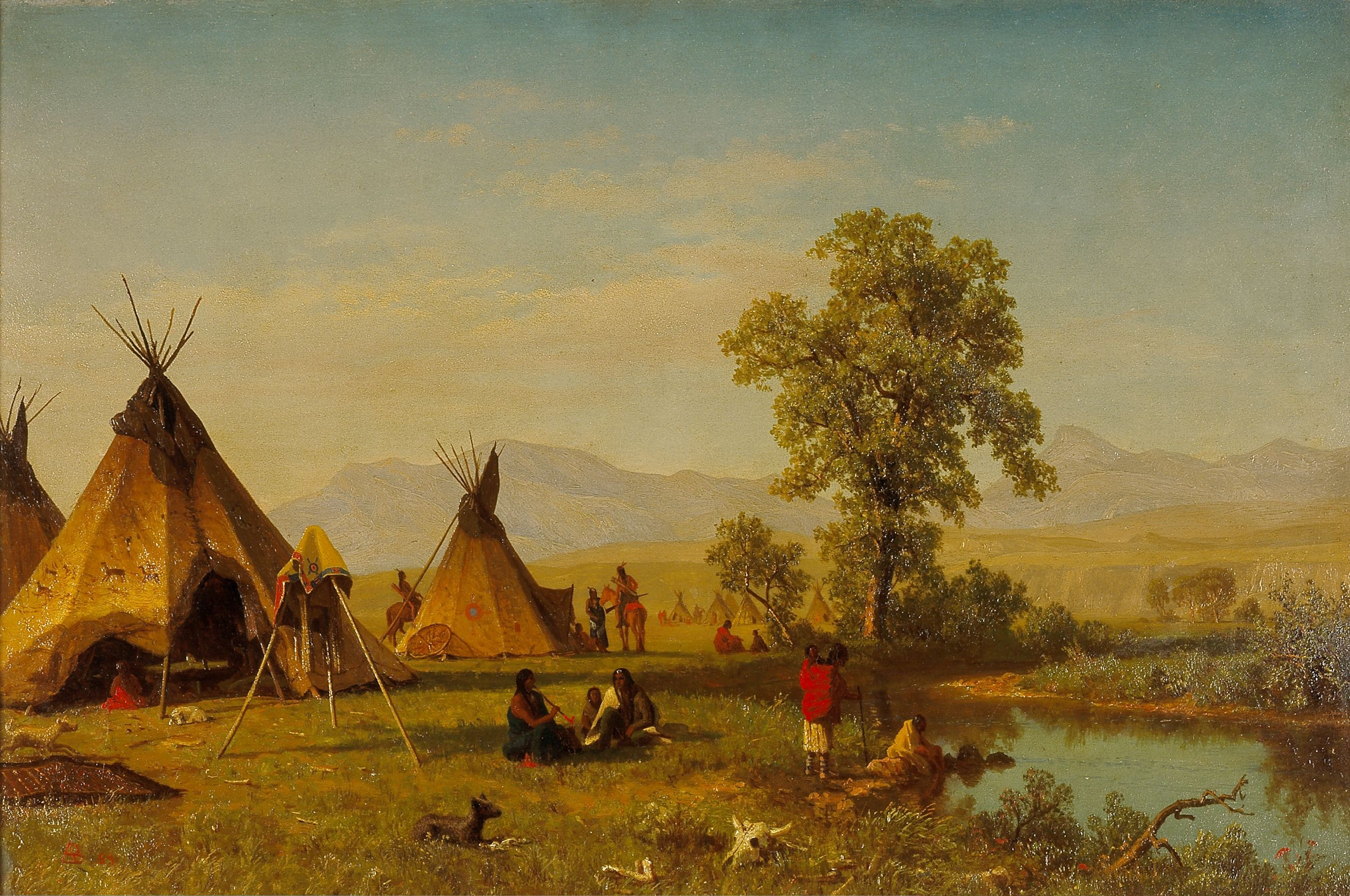
Альберт Бирштадт. Поселение сиу.
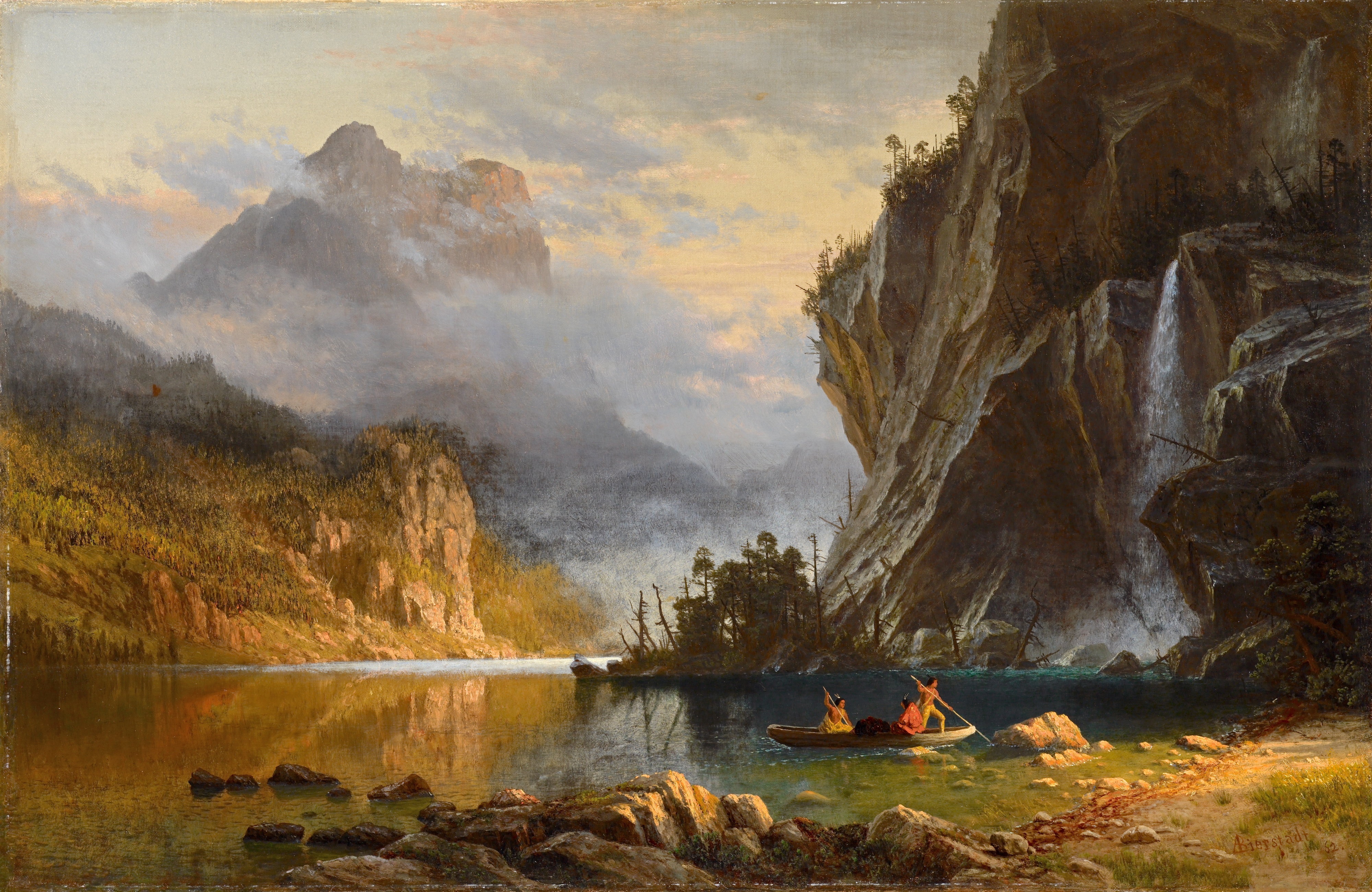
Альберт Бирштадт. Индейская рыбалка с гарпунами.